# فدور کوزمین

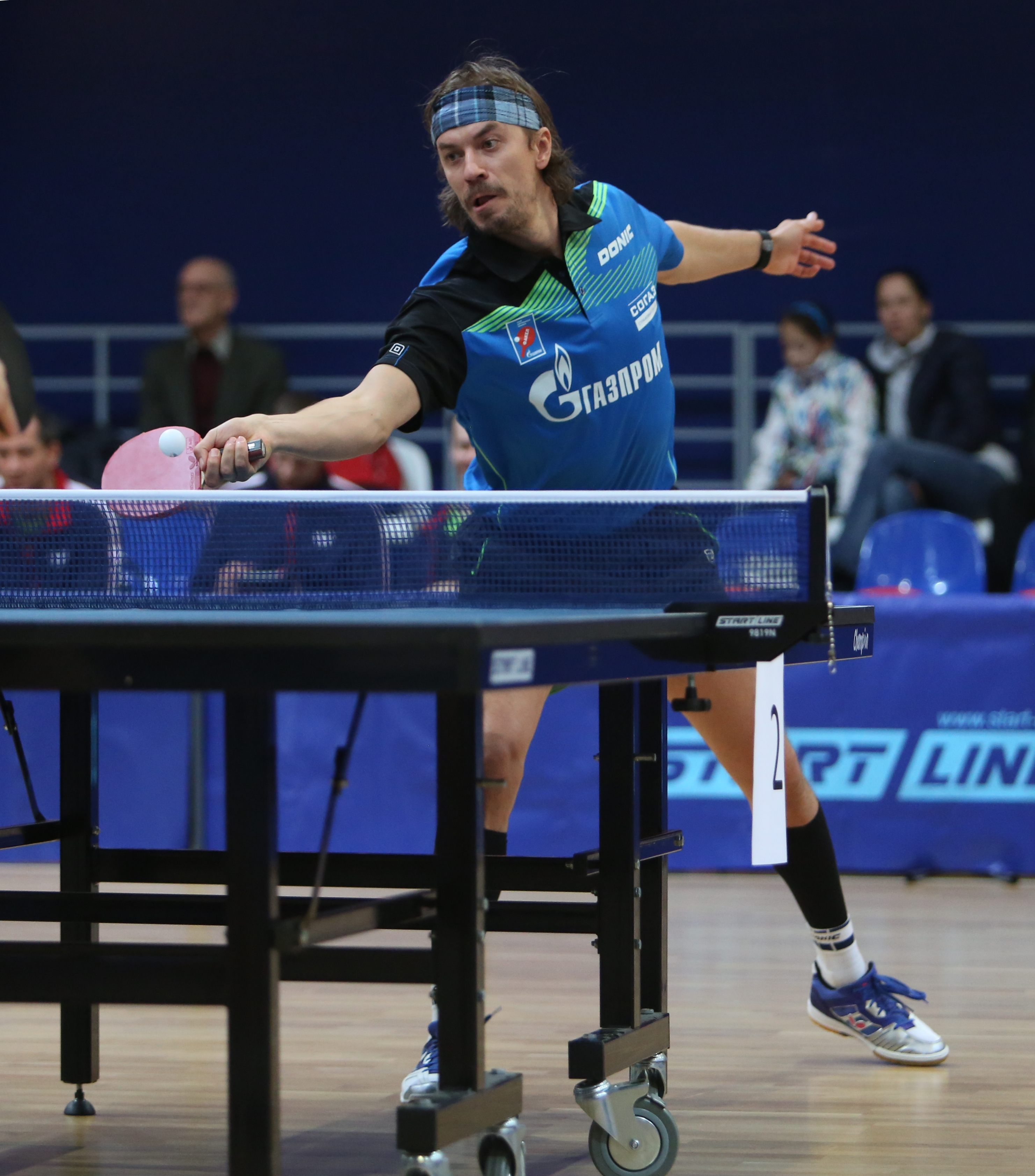
کورمین درحال مسابقه

فدور کوزمین (روسی: Фёдор Серге́евич Кузьмин؛ زادهٔ ۱۷ آوریل ۱۹۸۳) یک بازیکن تنیس روی میز اهل روسیه است.
وی در مسابقات کشوری و بین‌المللی در مجموع برنده ۱ مدال طلا شده‌است.